# Baïgol
Le Baïgol (en russe : Байгол) est une rivière du sud-ouest de la Sibérie occidentale, qui coule dans la République de l'Altaï en Russie. C'est un affluent gauche du Lebed, donc un sous-affluent de l'Ob par le Lebed puis par la Biia.

## Géographie
Son bassin versant a une superficie de plus ou moins 1 360 km2.
Le Baïgol prend sa source sur le versant nord-ouest des Monts Saïan occidentaux, à l'ouest du haut bassin de l'Abakan, affluent du Ienisseï. Il se dirige vers le nord-ouest durant la totalité de son parcours.
Il se jette dans le Lebed en rive gauche au niveau de la localité d'Oust-Baïgol.  
Le Baïgol est habituellement pris par les glaces de fin novembre à avril. 

## Hydrométrie - Les débits à Kourmatch-Baïgol
Le débit du Baïgol a été observé pendant 17 ans (sur la période 1972-1990) à Kourmatch-Baïgol, station située à 34 kilomètres de son confluent avec le Lebed. 
Le débit inter annuel moyen ou module observé à la station durant cette période était de 10,95 m3/s pour une surface de drainage prise en compte de 585 km2, soit un peu moins de 50 % du bassin versant total de la rivière. 
La lame d'eau écoulée dans cette partie du bassin atteint ainsi le chiffre de 591 millimètres par an, ce qui doit être considéré comme élevé. 
Rivière alimentée en grande partie par la fonte des neiges, mais aussi par les pluies en été et en automne, le Baïgol est un cours d'eau de régime nivo-pluvial. 
Les hautes eaux se déroulent au printemps, en avril et en mai, ce qui correspond au dégel et à la fonte des neiges. Au mois de juin, le débit baisse fortement, puis se stabilise tout au long du reste de l'été et de l'automne. En septembre-octobre on observe même un léger rebond du débit, lié aux précipitations sous forme de pluie de l'automne.
Dès le mois de novembre, le débit de la rivière chute à nouveau, ce qui mène à la période des basses eaux. Celle-ci a lieu de décembre à mars inclus et correspond aux gels de l'hiver qui s'abattent sur l'ensemble de la Sibérie. 
Le débit moyen mensuel observé en février (minimum d'étiage) est de 1,00 m3/s, soit un peu plus de 3 % du débit moyen du mois de mai (32 m3/s), ce qui souligne l'amplitude très élevée des variations saisonnières. Ces écarts de débit mensuel peuvent encore être plus marqués d'après les années. Ainsi sur la durée d'observation de 17 ans, le débit mensuel minimal relevé a été de 0,18 m3/s en février 1984, tandis que le débit mensuel maximal s'élevait à 566 m3/s en mai 1975.
En ce qui concerne la période estivale, libre de glaces (de mai à octobre inclus), le débit minimal observé a été de 1,67 m3/s en août 1974.  